# Nazar Bayramov
Nazar Baýramow (sinh ngày 4 tháng 9 năm 1982) là một cầu thủ bóng đá Turkmenistan. Anh hiện tại thi đấu cho câu lạc bộ Aşgabat FK ở vị trí tiền vệ. Anh là thành viên của Đội tuyển bóng đá quốc gia Turkmenistan. Anh trai của anh Wladimir Baýramow cũng là một cầu thủ bóng đá.

## Thống kê sự nghiệp câu lạc bộ
Cập nhật gần đây nhất: 10 tháng 6 năm 2009
| Mùa giải | Đội bóng           | Quốc gia     | Hạng đấu | Số trận | Bàn thắng |
| -------- | ------------------ | ------------ | -------- | ------- | --------- |
| 1999     | Köpetdag Aşgabat   | Turkmenistan | 1        | ??      | ??        |
| 2000     | FC Esil Bogatyr    | Kazakhstan   | 1        | ??      | ??        |
| 2001     | Köpetdag Aşgabat   | Turkmenistan | 1        | ??      | ??        |
| 2001     | FC Rubin Kazan     | Nga          | 2        | 0       | 0         |
| 2002     | Zhenis Astana      | Kazakhstan   | 1        | 14      | 1         |
| 02-03    | FC Vorskla Poltava | Ukraina      | 1        | 11      | 0         |
| 03-04    | FC Vorskla Poltava | Ukraina      | 1        | 9       | 0         |
| 04-05    | FK Karvan          | Azerbaijan   | 1        | ??      | ??        |
| 05-06    | FK Karvan          | Azerbaijan   | 1        | 25      | 4         |
| 06-07    | FK Karvan          | Azerbaijan   | 1        | 8       | 1         |
| 07-08    | PFC Neftchi        | Azerbaijan   | 1        | 14      | 0         |
| 08-09    | PFC Neftchi        | Azerbaijan   | 1        | 19      | 0         |

## Thống kê sự nghiệp quốc tế

### Bàn thắng cho đội tuyển quốc gia
| # | Ngày                 | Địa điểm                                                             | Đối thủ     | Tỉ số | Kết quả | Giải đấu                                     |
| - | -------------------- | -------------------------------------------------------------------- | ----------- | ----- | ------- | -------------------------------------------- |
|   | 30 tháng 10 năm 2003 | Sân vận động Sharjah, Sharjah, UAE                                   | UAE         | 1–1   | Hòa     | Vòng loại Cúp bóng đá châu Á 2004            |
|   | 19 tháng 11 năm 2003 | Sân vận động Olympic Saparmurat Turkmenbashy, Ashgabat, Turkmenistan | Afghanistan | 11–0  | Thắng   | Vòng loại giải vô địch bóng đá thế giới 2006 |
|   | 18 tháng 2 năm 2004  | Sân vận động Olympic Saparmurat Turkmenbashy, Ashgabat, Turkmenistan | Sri Lanka   | 2–0   | Thắng   | Vòng loại giải vô địch bóng đá thế giới 2006 |
|   | 18 tháng 7 năm 2004  | Sân vận động bóng đá Long Tuyền Dịch Thành Đô, Thành Đô, Trung Quốc  | Ả Rập Xê Út | 2–2   | Hòa     | Cúp bóng đá châu Á 2004                      |